# Alseis
Alseis es un género con 21 especies de plantas con flores perteneciente a la familia Rubiaceae. Es originario del sur de México y América tropical.

## Especies
- Alseis blackiana Hemsl.
- Alseis costaricensis C.M.Taylor
- Alseis eggersii Standl.
- Alseis floribunda Schott
- Alseis gardneri Wernham
- Alseis hondurensis Standl.
- Alseis involuta K.Schum.
- Alseis labatioides H.Karst. ex K.Schum.
- Alseis latifolia Gleason
- Alseis longifolia Ducke
- Alseis lugonis L.Andersson
- Alseis microcarpa Standl. & Steyerm.
- Alseis mutisii Moldenke
- Alseis peruviana Standl.
- Alseis pickelii Pilg. & Schmale
- Alseis smithii Standl.
- Alseis yucatanensis Standl.